# Campestre-et-Luc
Campestre-et-Luc är en kommun i departementet Gard i regionen Occitanien i södra Frankrike. Kommunen ligger i kantonen Alzon som tillhör arrondissementet Le Vigan. År 2022 hade Campestre-et-Luc 153 invånare.

## Befolkningsutveckling
Antalet invånare i kommunen Campestre-et-Luc
Referens:INSEE